# Lou Stonebridge
Lou Stonebridge is een Britse zanger en toetsenist
Zijn eerste wapenfeit was de band Raging Storms uit Manchester. Vervolgens stichtte hij met Alan Kendall de hardrockgroep Glass Menagerie (1968-1969) die een aantal singles uitbracht. Alan Kendall speelde later vele jaren de Bee Gees en af en toe met en bij Cliff Richard. Vervolgens trad hij toe tot de Grysby Dyke, die het ooit bracht tot het voorprogramma van een beginnende Fleetwood Mac, dus nog zonder Christine Perfect. Een jaar later vond hij zichzelf terug in Paladin, daarna McGuinness Flint, de band van David Byron en The Blues Band. Met The Blues Band-leden John Fiddle en Gary Fletcher maakte hij ook albums. Vanaf de jaren 80 ontbreekt elk spoor.

## Discografie
- 1971: Paladin: Paladin
- 1972: Paladin: Charge!
- 1973: McGuinness Flint: Rainbow
- 1974: McGuinness Flint: C’est la vie
- 1975: David Byron: Take no prisoners
- 1979: The Dance Band: The Dance Band
- 1980: The Dance Band; Fancy tootwork
- 1980: The Blues Band: Ain’t it tuff
- 1982: Dave Kelly: Making Whopee
- 1982: The Blues Band : Live
- The Blues Band: Homage
- John Fiddle: The return of the Buffalo
- Gary Fletcher- Human spirit

### Productie
- 1981: Sky High van Claes Yngström